# 周長應
周長應（？—？），號了十，四川成都府江津縣人。

## 生平
万历四十年（1612年）壬子科四川乡试举人，四十七年（1619年）己未科進士，都察院觀政，四十八年初授扬州府通州知州，四年擢工部营缮司员外郎，奉旨督造桂王府第，崇祯二年官至工部屯田司郎中，本年革职。

## 家族
曾祖周謨。祖父周世業。父周之一，封奉政大夫。弟周长庚，天啓四年甲子科解元。周骥（周之化子），壬子科舉人，官湖南广济县知县。